# Fotis Papoulis
Fotis Papoulis (Atenas, 22 de enero de 1985) es un exfutbolista griego, naturalizado chipriota, que jugaba de delantero.

## Selección nacional
Fue internacional con la selección de fútbol de Chipre, con la que debutó el 6 de septiembre de 2018, en un partido de la Liga de Naciones de la UEFA 2018-19 frente a la selección de fútbol de Noruega, que terminó con derrota por 2-0 del combinado chipriota.

### Goles internacionales
| No | Fecha                   | Lugar                                                  | Oponente   | Gol | Resultado | Competición                         |
| -- | ----------------------- | ------------------------------------------------------ | ---------- | --- | --------- | ----------------------------------- |
| 1. | 16 de octubre de 2018   | Estadio Stožice, Liubliana, Eslovenia                  | Eslovenia  | 1–0 | 1-1       | Liga de Naciones de la UEFA 2018-19 |
| 2. | 9 de septiembre de 2019 | Estadio Olímpico de San Marino, Serravalle, San Marino | San Marino | 2–0 | 4-0       | Clasificación para la Eurocopa 2020 |
| 3. | 11 de octubre de 2021   | AEK Arena, Larnaca, Chipre                             | Malta      | 1–0 | 2-2       | Clasificación para el Mundial 2022  |

## Clubes
| Club                 | País   | Año       |
| -------------------- | ------ | --------- |
| Neos Acharnaikos     | Grecia | 2006-2008 |
| Lamia F. C.          | Grecia | 2008-2009 |
| Panachaiki G. E.     | Grecia | 2009      |
| Pyrsos Grevena       | Grecia | 2009-2010 |
| Panthrakikos         | Grecia | 2010-2011 |
| OFI Creta            | Grecia | 2011-2012 |
| Apollon Limassol     | Chipre | 2012-2020 |
| A. C. Omonia Nicosia | Chipre | 2020-2023 |

## Palmarés

### Títulos nacionales
| Título                     | Club                 | País   | Año  |
| -------------------------- | -------------------- | ------ | ---- |
| Copa de Chipre             | Apollon Limassol     | Chipre | 2013 |
| Copa de Chipre             | Apollon Limassol     | Chipre | 2016 |
| Supercopa de Chipre        | Apollon Limassol     | Chipre | 2016 |
| Copa de Chipre             | Apollon Limassol     | Chipre | 2017 |
| Primera División de Chipre | A. C. Omonia Nicosia | Chipre | 2021 |
| Supercopa de Chipre        | A. C. Omonia Nicosia | Chipre | 2021 |
| Copa de Chipre             | A. C. Omonia Nicosia | Chipre | 2022 |
| Copa de Chipre             | A. C. Omonia Nicosia | Chipre | 2023 |